# Pommevic
Pommevic is een gemeente in het Franse departement Tarn-et-Garonne (regio Occitanie) en telt 434 inwoners (1999). De plaats maakt deel uit van het arrondissement Castelsarrasin.

## Geografie
De oppervlakte van Pommevic bedraagt 5,8 km², de bevolkingsdichtheid is 74,8 inwoners per km².

## Verkeer en vervoer
In de gemeente ligt spoorwegstation Pommevic.
De onderstaande kaart toont de ligging van Pommevic met de belangrijkste infrastructuur en aangrenzende gemeenten.

## Demografie
Onderstaande figuur toont het verloop van het inwonertal (bron: INSEE-tellingen).